# Pięciobój nowoczesny na Światowych Wojskowych Igrzyskach Sportowych 2015
Pięciobój nowoczesny na 6. Światowych Wojskowych Igrzyskach Sportowych rozgrywany był w dniach 6–10 października 2015 w które odbywały się w koreańskim Mungyeongu podczas igrzysk wojskowych. Polska reprezentacja zdobyła dwa złote medale.
Zawody zostały przeprowadzone na obiektach KAFAC Modern Pentathlon Place. Zawody były równocześnie traktowane jako 43 Wojskowe Mistrzostwa Świata w pięcioboju nowoczesnym. 

## Harmonogram
| Październik 2015     | 5 Pn | 6 Wt | 7 Śr | 8 Cz | 9 Pt | 10 So | 11 Nd |
| -------------------- | ---- | ---- | ---- | ---- | ---- | ----- | ----- |
| Pięciobój nowoczesny |      |      |      | 2    | 2    | 1     |       |

Legenda
|  | Kwalifikacje |  | Finał (ilość) |

## Konkurencje
- Kobiety – indywidualnie, drużynowo
- Mężczyźni – indywidualnie, drużynowo
- Mikst – zawody mieszane

W skład pięcioboju nowoczesnego wchodzą
- szermierka (szpada)
- pływanie (200 m stylem dowolnym)
- jazda konna (skoki przez przeszkody)
- bieg przełajowy (3 km) ze strzelaniem (pistolet)

## Uczestnicy
Do startu zgłoszonych zostało 73 zawodników (46 mężczyzn i 27 kobiet) reprezentujących 20 kraje. Polskę reprezentowała Oktawia Nowacka, która okazała się najlepsza w konkurencji indywidualnej kobiet oraz w mikście (wspólnie z Jarosławem Świderskim). Mężczyźni drużynowo zajęli 6 miejsce, a indywidualnie Jarosław Świderski był 4, Szymon Staśkiewicz 20, Remigiusz Golis 21, a Michał Gralewski 35. 

- Argentyna (2)
- Austria (1)
- Białoruś (4)
- Brazylia (3)
- Chiny (8)
- Egipt (4)
- Ekwador (2)
- Francja (2)
- Kazachstan (2)
- Korea Południowa (4)
- Litwa (4)
- Łotwa (2)
- Niemcy (6)
- Polska (5)
- Rosja (8)
- Stany Zjednoczone (3)
- Szwajcaria (2)
- Ukraina (6)
- Urugwaj (1)
- Włochy (4)

## Medaliści

### Mężczyźni
| Konkurencja               | Złoto                                                 | Srebro                                              | Brąz                                                                |
| Konkurencja               | Drużyna / Zawodnik                                    | Drużyna / Zawodnik                                  | Drużyna / Zawodnik                                                  |
| indywidualnie (szczegóły) | Park Dong Su · Korea Południowa                       | Alexander Nobis · Niemcy                            | Amro El Geziry · Egipt                                              |
| drużynowo (szczegóły)     | Rosja · Ilja Frołow · Siergiej Kariakin · Oleg Naumow | Egipt · Amro Elgeziry · Omar Elgeziry · Eslam Hamad | Włochy · Auro Franceschini · Valerio Grasselli · Pier Paolo Petroni |

### Kobiety
| Konkurencja               | Złoto                                     | Srebro                                                                     | Brąz                                                                 |
| Konkurencja               | Drużyna / Zawodniczka                     | Drużyna / Zawodniczka                                                      | Drużyna / Zawodniczka                                                |
| indywidualnie (szczegóły) | Oktawia Nowacka · Polska                  | Ekaterina Churaszkina · Rosja                                              | Wang Wei · Chiny                                                     |
| drużynowo (szczegóły)     | Chiny · Wang Wei · Ye Aonan · Wang Xinyao | Rosja · Ekaterina Churaszkina · Alise Fachrutdinova · Swietłana Lebiediewa | Ukraina · Anastazja Spas · Walerija Permykina · Wiktorija Tereszczuk |

### Mikst
| Konkurencja                   | Złoto                                         | Srebro                                | Brąz                                             |
| Konkurencja                   | Zawodniczka / Zawodnik                        | Zawodniczka / Zawodnik                | Zawodniczka / Zawodnik                           |
| sztafeta mieszana (szczegóły) | Polska · Oktawia Nowacka · Jarosław Świderski | Brazylia · Yane Marques · Felipe Lima | Litwa · Karolina Guzausksite · Justinas Kinderis |

## Klasyfikacja medalowa
* Gospodarz zawodów został zaznaczony tym kolorem.
| Miejsce            | Reprezentacja      | Złoto | Srebro | Brąz | Razem |
| ------------------ | ------------------ | ----- | ------ | ---- | ----- |
| 1                  | Polska             | 2     | 0      | 0    | 2     |
| 2                  | Rosja              | 1     | 2      | 0    | 3     |
| 3                  | Chiny              | 1     | 0      | 1    | 2     |
| 4                  | Korea Południowa * | 1     | 0      | 0    | 1     |
| 5                  | Egipt              | 0     | 1      | 1    | 2     |
| 6                  | Brazylia           | 0     | 1      | 0    | 1     |
| 6                  | Niemcy             | 0     | 1      | 0    | 1     |
| 8                  | Litwa              | 0     | 0      | 1    | 1     |
| 8                  | Ukraina            | 0     | 0      | 1    | 1     |
| 8                  | Włochy             | 0     | 0      | 1    | 1     |
| Ogółem (10 państw) | Ogółem (10 państw) | 5     | 5      | 5    | 15    |

Źródło:. 